# Honglingjin Gongyuan
Honglingjin Gongyuan (kinesiska: 红领巾公园) är en park i Kina. Den ligger i storstadsområdet Peking, i den norra delen av landet, i huvudstaden Peking. Honglingjin Gongyuan ligger 39 meter över havet.
Runt Honglingjin Gongyuan är det tätbefolkat, med 790 invånare per kvadratkilometer. Närmaste större samhälle är Peking, 7,8 km väster om Honglingjin Gongyuan. Runt Honglingjin Gongyuan är det i huvudsak tätbebyggt.
Genomsnittlig årsnederbörd är 711 millimeter. Den regnigaste månaden är juli, med i genomsnitt 222 mm nederbörd, och den torraste är januari, med 2 mm nederbörd.